# Saropogon luctuosus
Saropogon luctuosus là một loài ruồi trong họ Asilidae. Saropogon luctuosus được Wiedemann miêu tả năm 1820.